# Laus Pisonis
A Laus Pisonis latin nyelvű dicsőítő költemény, amely az 1. században, feltehetőleg Claudius római császár uralkodásának ideje alatt keletkezett. Szerzője nem ismert, a költemény Caius Calpurnius Piso tiszteletére íródott, aki később Nero ellen összeesküvést szervezett, ám lelepleződött, s 65-ben meggyilkolták.